# Куруа
Куруа (порт. Rio Curuá; англ. Curuá River) — річка у Південній Америці на півночі Бразилії в штаті Пара, ліва притока річки Ірірі. Належить до водного басейну Амазонки, яка впадає в Атлантичний океан.

## Географія
Річка бере свій початок на плато Серра-ду-Качимбу, в південній частині штату Пара, майже на кордоні із штатом Мату-Гросу, на висоті 610 м. Тече у північному напрямку, більш-менш паралельно руслу річки Ірірі, на захід від неї. Впадає у річку Ірірі з лівого берега в околиці селища Ентре-Ріос.
Куруа має довжину 470 км, за іншими даними близько 530 км. Площа басейну становить близько 35 000 км². Середній похил русла річки — 0,87 м/км. Живлення переважно дощове.
Русло річки переривається безліччю порогів та каскадом з кількох водоспадів — Сальто-ду-Куруа, які розташовані в муніципалітеті Нову-Прогресу, де будуються дві малі гідроелектростанції. Висота найвищого водоспаду становить близько 60 метрів (8°43′50″ пд. ш. 54°57′49″ зх. д. / 8.73056° пд. ш. 54.96361° зх. д.), другого 40 м, розділених річковою ділянкою всього в 50 м. Над ними розташовані щонайменше п'ять невеликих (до 5 метрів) водоспадів.
Каскад водоспадів розділив фауну річки на дві частини. Фауна у верхній частині, над водоспадами на плато Серра-ду-Качимбу, дуже відрізняється від нижньої і включає кілька видів ендемічних риб: три види lebiasina, brachychalcinus reisi, еритрохаракс, юпіаба куруа, мунхаузи петимбуаба, leporinus guttatus, три види харттія, апістограма та інші. Ця екосистема певною мірою охороняється, але втрата середовища проживання цих видів продовжується, і заплановане будівництво дамб ГЕС, які затоплять водоспади, що ізолюють ендемічні види від більш поширених, у нижній частині річки, потенційно представляє серйозну загрозу.

## Гідрологія
Спостереження за водним режимом річки проводилось протягом 20 років та 4-х місяців (1973–1994) на станції в поселені Бока-ду-Інферно, за 200 км від місця впадіння в річку Ірірі, у штаті Пара. Середньорічна витрата води яка спостерігалася тут у цей період становила 129 м³/с для водного басейну 20 803 км², що складає понад 54 % від загальної площі басейну річки. Тобто середньорічні опади, на цій території становлять 196 мм на рік, що вважається низьким в порівнянні з середньою величиною водотоку всього басейну Амазонки. За період спостереження середньомісячна витрата води протягом маловодного періоду (межень) була в 22 рази нижчою, ніж середньомісячна витрата протягом періоду паводку, 17 м³/с у грудні — проти 374 м³/с у травні, і вказує на доволі високу амплітуду сезонних коливань. Мінімальний середньомісячний стік за весь період спостереження становив всього 0,1 м³/с (у грудні), а максимальний — 839 м³/с (у травні).